# Francilla Agar
Francilla Agar (sinh ngày 14 tháng 1 năm 1975) là một cựu vận động viên bơi lội người Dominica, chuyên về các sự kiện tự do chạy nước rút. bà là em gái của vận động viên chạy nước rút Steve Agar. Agar đã thi đấu cho Dominica ở nội dung 50 m tự do nữ tại Thế vận hội Mùa hè 2000 ở Sydney. Bà đã nhận được một vé từ FINA, theo chương trình Đại học, trong thời gian nhập cảnh 29,90. bà đã thách đấu bảy vận động viên bơi lội khác ở nhiệt độ ba, bao gồm Ngozi Monu và thiếu niên 15 tuổi yêu thích hàng đầu của Nigeria, Roshendra Vrolijk. Bà làm tròn lĩnh vực đến vị trí cuối cùng trong 32,22, hơn hai giây so với tiêu chuẩn đầu vào của bà. Agar đã thất bại trong việc vào bán kết, khi bà đã xếp thứ sáu mươi tám trong tổng số 74 người bơi trong các màn dạo đầu.
Agar, người có hai quốc tịch với Canada, là người đồng tính nữ bàng khai, và đối lập với sự cởi mở của người LGBT ở Canada và Sydney, với ngôi nhà thời thơ ấu của bà. bà lần đầu tiên bị thu hút bởi phụ nữ ở Dominica, nhưng dân số nhỏ bảo thủ và đảo (khoảng 70.000) khiến mọi thứ trở nên căng thẳng khi thể hiện giới tính của bà. "Nó rất im lặng, im lặng. Bạn phải nhận ra rằng mọi người đều biết bạn ở Dominica. Tôi khá nổi tiếng khi trở về nhà. Tôi thực sự chọn đôi khi không trở về nhà vì điều đó thật khó khăn. " 